# Why We Can't Sleep
Why We Can't Sleep: Women's New Midlife Crisis é um livro de não ficção lançado em 2020 por Ada Calhoun. Baseia-se em seu ensaio para O, The Oprah Magazine, "The New Midlife Crisis for Women". Calhoun entrevistou mais de 200 mulheres e estudou tendências sociais para identificar novos obstáculos para as mulheres da Geração X. O livro foi publicado em 7 de janeiro de 2020, pela Grove Press.

## Sobre
Why We Can't Sleep é um livro de Calhoun sobre as mulheres da Geração X e suas lutas, às vezes levando a uma crise de meia-idade, incluindo divórcio, dívidas e desenvolvimento de carreira. Baseia-se em seu ensaio para O, The Oprah Magazine, "The New Midlife Crisis for Women". Calhoun entrevistou mais de 200 mulheres em todo os Estados Unidos sobre suas experiências. Ela descobriu que muitas se sentiam exaustas e sobrecarregadas de estresse financeiro, trabalhando em excesso e outros problemas. Ela aprendeu como as mulheres da Geração X responderam e lidaram com essas lutas física e mentalmente, incorporando pesquisas do Centro de Pesquisa Econômica e Política e do Projeto de Igualdade de Oportunidades da Universidade de Harvard.
Após o lançamento do livro, ela expandiu alguns argumentos fundamentais do livro em editoriais online, incluindo cuidados e menopausa.

## Recepção
Why We Can't Sleep: Women's New Midlife Crisis recebeu críticas favoráveis de pré-publicação. Library Journal disse: "Sua pesquisa oferece às mulheres maneiras de olhar, mas não desvalorizar suas próprias experiências; ela aborda o fato de que as mulheres muitas vezes minimizam suas próprias lutas em vez de reconhecer como a falta de sono, juntamente com outras pressões físicas e mentais, constituem legítimas crises por direito próprio…". A Publishers Weekly disse: "Calhoun tranquiliza persuasivamente as mulheres da Geração X de que elas podem encontrar uma saída para suas crises de meia-idade 'enfrentando nossas vidas como elas realmente são'. Mulheres de todas as gerações encontrarão muito com o que se relacionar neste relato bem-humorado, mas pragmático…". Vogue, Real Simple, Parade, New York Times, e O, The Oprah Magazine destacaram Why We Can't Sleep como um dos livros mais esperados para ler em 2020.
As revisões pós-publicação foram mistas. Curtis Sittenfeld, do New York Times Book Review, chamou Calhoun de "uma narradora engraçada, inteligente e compassiva... levando as preocupações das mulheres a sério", mas também "desejaria que Calhoun tivesse incluído menos histórias de mulheres, mas entrasse nessas histórias com mais detalhes". Emily Bobrow, do Wall Street Journal, deu críticas mistas ao livro, achando "muitos de seus resmungos tranquilizadoramente familiares", mas chamando o livro de "um pouco chorão". O livro teve uma classificação de 3,86/5 no Goodreads em março de 2020.